# Selaginella limbata
Selaginella limbata är en mosslummerväxtart som beskrevs av Arthur Hugh Garfit Alston. Selaginella limbata ingår i släktet mosslumrar, och familjen mosslummerväxter. Inga underarter finns listade i Catalogue of Life.